# Cary, Illinois
Cary är en ort (village) i McHenry County, i delstaten Illinois, USA. Enligt United States Census Bureau har orten en folkmängd på 18 281 invånare (2011) och en landarea på 16,2 km².